# Balkanentente

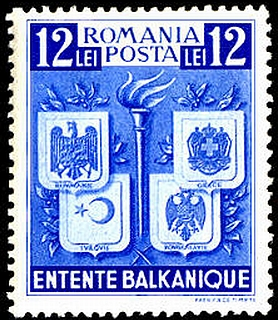
Briefmarkenausgabe für die Balkanentente (Rumänien 1940)

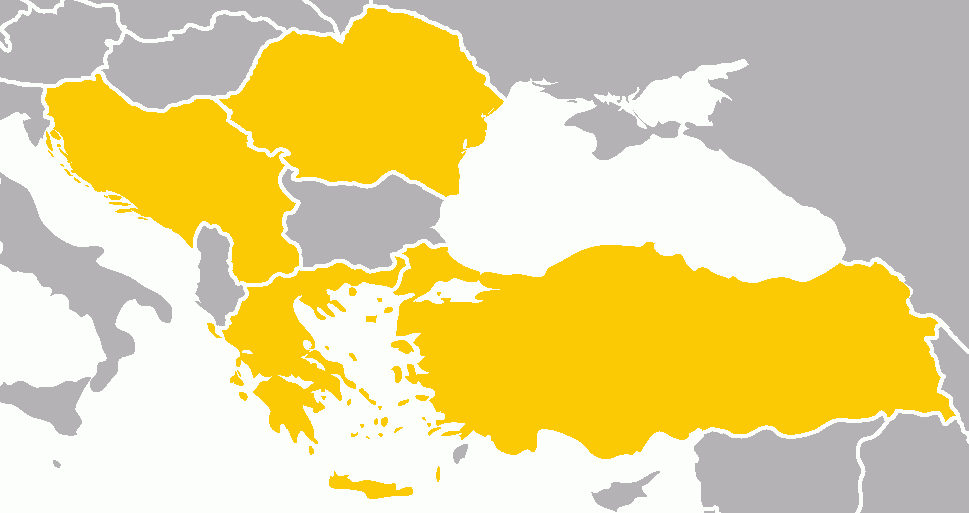
Mitgliedstaaten der Balkanentente

Die Balkanentente (gelegentlich auch als Balkanpakt oder Erster Balkanpakt bezeichnet) war ein am 9. Februar 1934 für sieben Jahre geschlossenes militärisches Bündnis zwischen mehreren Balkanländern. Vertragsstaaten waren die Türkei, Griechenland, Rumänien und Jugoslawien. Die Balkanländer Albanien und Bulgarien sowie das nördlich gelegene Ungarn blieben dem Bündnis fern.

## Allgemeines
Die Balkanentente war als defensives Bündnis konzipiert. Die Vertragspartner garantierten sich gegenseitig die Sicherheit ihrer Grenzen. Im Besonderen richtete es sich gegen den bulgarischen Revisionismus. Sie gewährte aber nur gegen Angriffe anderer Balkanstaaten Schutz, bei Angriffen anderer Mächte wie etwa Italien waren die Bündnispartner nicht zum Beistand verpflichtet.
Zu den Vertragsstrukturen gehörte der Rat der Balkanentente, das Treffen der Außenminister der Mitgliedsländer. Es gab auch Generalstabsbesprechungen der Armeen der Mitgliedsländer.
Zur Koordination der Zusammenarbeit erhielt die Balkanentente einen Ständigen Rat, der aus den Außenministern der Signatarstaaten bestand. Das Bündnis verlor in den Jahren 1938–1940 an Bedeutung, als vorwiegend die deutsche Annexionspolitik die Grenzen des Versailler Staatensystems revidierte. Am 31. Juli 1938 unterzeichnete Bulgarien in Saloniki einen Nichtangriffsvertrag mit den Staaten der Balkanentente, wofür im Gegenzug seine im Vertrag von Neuilly-sur-Seine von 1919 festgesetzten Rüstungsbeschränkungen aufgehoben und ihm erlaubt wurde, in die bisher entmilitarisierte Zone an der griechisch-bulgarischen Grenze einzurücken. In den militärischen Klauseln dieses Vertrages war Bulgarien die Einführung der Wehrpflicht untersagt, die Größe seines Heeres auf 20.000 Mann beschränkt und die Einführung von Kriegsmaterial verboten worden. Bulgarien trat der Balkanentente aber nicht bei, es forderte weiterhin einen Zugang zum Ägäischen Meer. Die Balkanentente tagte zum letzten Mal vom 2. bis 4. Februar 1940 in Belgrad.